# Niki De Cock
Niki De Cock (* 30. Dezember 1985 in Lier) ist eine ehemalige belgische Fußballspielerin auf der Position einer Mittelfeldspielerin. Nachdem sie bereits während ihrer aktiven Karriere als Trainerin im Nachwuchsbereich aktiv gewesen war, widmete sie sich seit ihrem Karriereende vermehrt dieser Tätigkeit. Unter anderem war sie von Dezember 2015 bis Januar 2018 Trainerin der Frauenfußballmannschaft von Oud-Heverlee Löwen. Derzeit ist sie Trainerin der belgischen Frauenfutsalnationalmannschaft.

## Spielerkarriere

### Vereinskarriere

#### Karrierebeginn und erste Erfolge mit dem KFC Rapide Wezemaal
Niki De Cock wurde am 30. Dezember 1985 in der Stadt Lier in der Provinz Antwerpen geboren und begann ihre Karriere als Fußballspielerin in den Jahren 1990 bzw. 1991 als Fünfjährige beim Amateurverein KFC Klimop Begijnendijk in der Gemeinde Begijnendijk in der kleinsten Provinz Flanderns, in Flämisch-Brabant. Hier durchspielte sie mehrere Jugendspielklassen und kam im Alter von 13 Jahren in die Jugend des Frauenfußballbereichs des KFC Rapide Wezemaal. Nach einer Saison im vereinseigenen Nachwuchs schaffte sie als 14-Jährige den Sprung in die erste Kampfmannschaft der Frauen. In der ersten Spielzeit im Erwachsenenbereich wurde sie mit ihrer Mannschaft Vizemeister hinter dem KSC Eendracht Aalst und gewann nach einem 4:1-Finalsieg über die Sinaai Girls den belgischen Frauenfußballpokal. In den beiden darauffolgenden Spielzeiten 2001/02 und 2002/03 belegte der KFC Rapide Wezemaal beide Male im Endklassement den zweiten Tabellenplatz hinter der Eendracht Aalst. In der letztgenannten Saison setzte sie sich im Pokalfinale mit ihrer Mannschaft klar gegen den VC Eendracht Aalst 2002, so der damalige Name des Teams, mit 8:1 durch. 2003/04 feierte De Cock nicht nur die Titelverteidigung im Fußballpokal, sondern wurde auch erstmals in ihrer Karriere belgischer Frauenfußballmeister. Dabei blieb die Mannschaft in 26 Meisterschaftsspielen ungeschlagen und kam auf 25 Siege, ein Unentschieden, sowie auf eine Tordifferenz von 161:8 Treffern.
Durch den Meistertitel war der KFC Rapide Wezemaal erstmals in der Geschichte für den UEFA Women’s Cup qualifiziert. Im UEFA Women’s Cup 2004/05 trat die Mannschaft in der Gruppe 5A gegen die Mannschaften von ZFK Masinac Classic Niš, Hibernian LFC und ŽNK Dinamo-Maksimir an. Die Spiele dieser Gruppe wurden allesamt in Wezemaal ausgetragen. Rapide Wezemaal brachte es nach zwei Niederlagen in den ersten beiden Spiel auf lediglich einen Sieg im letzten Gruppenspiel und schied als Gruppendritte vom laufenden Turnier aus. Mit einer überragenden Offensivabteilung und einer ebenso konstant starken Verteidigung schaffte das Team 2004/05 die Titelverteidigung in der belgischen Erstklassigkeit, schied im Fußballpokal jedoch bereits im Achtelfinale aus. Jedoch konnte sich das Team im Jahre 2005 im belgischen Fußball-Supercup der Frauen durchsetzen und dieses Spiel für sich entscheiden. Im UEFA Women’s Cup 2005/06, an dem die Mannschaft aufgrund des Meistertitels teilnahm, gelang dem Team, ähnlich wie in der vorangegangenen Spielzeit, nach zwei Niederlagen erst im dritten Gruppenspiel ein Sieg; diesmal ein klarer 5:1-Erfolg über den Glasgow City LFC. Dies bedeutete erneut den dritten Gruppenplatz und ein vorzeitiges Ausscheiden aus dem Wettbewerb. De Cock war an diesen Spielen bereits nicht mehr beteiligt, da sie noch im Sommer zur Frauenfußballabteilung des RSC Anderlecht wechselte.

#### Ewiger Zweiter beim RSC Anderlecht
Unter dem Langzeittrainer und Pionier im belgischen Frauenfußball Lucien Paulis schaffen es die Mannschaft im Endklassement 2005/06 auf den zweiten Platz hinter De Cocks Ex-Verein, dem abermaligen Meister KFC Rapide Wezemaal. Im Fußballpokal 2005/06 folgte bereits im Achtelfinale gegen den DVC Zuid-West-Vlaanderen ein jähes Ende. Die nachfolgenden Spielzeit 2006/07 zeigte ein ähnliches Bild. Mit abermals neun Punkten Rückstand wurde Anderlecht hinter dem KFC Rapide Wezemaal, der mittlerweile den vierten Meistertitel in Folge feierte, Vizemeister in der höchsten belgischen Frauenfußballliga. Im Fußballpokal schied De Cock mit ihrer Mannschaft erst im Viertelfinale mit 1:2 gegen die Sinaai Girls aus. Danach tat sich für De Cock ein Wechsel ins Ausland auf, woraufhin sie in die Niederlande zum Frauenfußballteam von Willem II Tilburg transferierte.

#### Als Legionärin im Nachbarland
In der neu gegründeten Eredivisie, der ersten offiziellen Profiliga im niederländischen Frauenfußball, schaffte sie es mit Willem II Tilburg im Endklassement 2007/08 auf den zweiten Tabellenplatz hinter der Frauenfußballabteilung von AZ Alkmaar. Im KNVB-Pokal der Frauen erreichte die Mittelfeldakteurin mit ihrer Mannschaft das Halbfinale und schied in diesem mit 0:2 gegen den späteren Pokalsieger FC Twente Enschede aus. Die Saison 2008/09 beendete Willem II Tilburg auf dem dritten Platz, punktegleich mit ADO Den Haag, jedoch mit der etwas schwächeren Tordifferenz. Im Achtelfinale des KNVB-Pokals zog der niederländische Fußballverband die Teilnahme aller übrig gebliebenen Profimannschaften zurück, sodass im weiteren Turnierverlauf nur mehr Amateurteams vertreten waren. Nach einem dritten Platz in der Endtabelle der Spielzeit 2009/10 und dem Ausscheiden im Elfmeterschießen des Halbfinales des KNVB-Pokal gegen den SC Heerenveen kehrte De Cock wieder in ihre Heimat zurück.

#### Karriereausklang beim Lierse SK
Hier schloss sie sich dem Erstligisten WD Lierse SK an und beendete die Saison 2010/11 mit dem Team auf dem dritten Tabellenplatz. Im belgischen Frauenfußballpokal hingegen schaffte die Mannschaft rund um die 1,66 m große Mittelfeldspielerin 2009/10 den Einzug ins Finale und unterlag in diesem den Sinaai Girls knapp mit 1:2. Ein ähnliches Bild brachte die nachfolgenden Spielzeit 2011/12, in der der WD Lierse SK abermals auf Rang 3 in der Endtabelle rangierte und ebenfalls knapp im diesjährigen Pokalfinale ausschied; in diesem Fall mit 2:3 gegen Standard Lüttich. In der BeNe League, der ersten grenzüberschreitenden Liga zweier nationaler Sportverbände in Europa, trat die mittlerweile nur unter dem Namen Lierse SK auftretende belgischen Frauenfußballmannschaft ab der Saison 2012/13 gegen Kontrahenten aus Belgien und den Niederlanden in Erscheinung. Die erste Saisonhälfte in der sogenannten BeNe League Red schloss De Cock mit der Mannschaft auf dem dritten Tabellenplatz ab, woraufhin sie sich für die nachfolgende BeNe League A qualifizierte. In dieser trat die Mannschaft gegen die vier besten Team der BeNe League Orange, den vier besten niederländischen Vertretern, an und belegte im Endklassement den sechsten Tabellenplatz. Im Beker van België 2012/13 schied der Lierse SK noch im ersten Spiel, der Achtelfinalpartie gegen den SV Zulte Waregem, vom laufenden Wettbewerb aus.
Nach einer Ligaumstrukturierung trat der Lierse SK 2013/14 nur mehr in einer zusammengefassten Liga in Erscheinung. In dieser belegte er am Saisonende den neunten Tabellenplatz und schaffte es im belgischen Fußballpokal der gleichen Saison bis ins Halbfinale, wo er dem FC Brügge knapp unterlag. Die dritte und letzte Austragung der BeNe League beendete De Cock mit ihrem Team 2014/15 auf dem neunten Platz im Endklassement, konnte aber hingegen im Beker van België 2014/15 einen großen Erfolg feiern. Nach drei siegreichen Spiel zog der Lierse SK ins Pokalfinale ein und schlug in diesem den FC Brügge mit 1:0, womit sich das Team den ersten Pokal in der Geschichte ihres bisherigen Bestehens holte. De Cock war dabei noch in allen 24 Meisterschaftspartien im Einsatz und steuerte zwei Treffer bei. In weiter Folge zog sie sich aus der aktiven Fußballkarriere zurück und konzentrierte sich vermehrt auf ihre Tätigkeit als Fußballtrainerin, wobei sie bereits seit Jahren Nachwuchsarbeit leistete.

### Nationalmannschaftskarriere
Zum ersten Mal für eine Nachwuchsauswahl des königlichen belgischen Fußballverbands lief De Cock im April 2001 auf. Die damals 15 Jahre alte Spielerin gab unter Trainer Chris Helsen am 4. April 2001 in einem Vorbereitungsspiel auf die Qualifikation zur U-18-Fußball-Europameisterschaft der Frauen 2001 ihr Länderspieldebüt in der belgischen U-18-/U-19-Nationalmannschaft. In weiterer Folge kam sie in den nachfolgenden drei EM-Qualifikationsspielen ihres Heimatlandes zu Kurzeinsätzen, konnte sich am Ende jedoch nicht mit den Belgierinnen für die Endrunde in Norwegen qualifizieren. Im nachfolgenden Mai 2001 kam sie in einer Reihe von freundschaftlichen Länderspielen zum Einsatz und absolvierte am 20. Mai bei einem 2:0-Sieg über die Alterskolleginnen aus Schottland ihr erstes Ländermatch über die volle Spieldauer. Nach zwei weiteren Freundschaftsspieleinsätzen gegen Schottland Ende August 2001, als ihr auch ihr erstes Länderspieltor gelang, kam sie, vier Tage nach einem Spiel gegen die niederländische U-19-National, bei dem ihr ein weiteres Tor gelang, zu ihrem Debüt für die belgischen U-17-Juniorinnen. Danach absolvierte sie zwischen Oktober 2001 und Februar 2002 insgesamt sieben weitere U-19-Länderspiele, darunter Qualifikationsspiele zur Europameisterschaft 2002 und zur Weltmeisterschaft 2002, aber auch ein Freundschaftsspiel. Während dieser sieben Einsätze kam sie zwei Mal zum Torerfolg. Am 19. Mai 2002 absolvierte sie ihr zweites und damit auch letztes Spiel für die U-17-Nationalmannschaft Belgiens; bei einem 4:1-Sieg über die tschechischen Alterskolleginnen traf sie im Doppelpack. Unter der ehemaligen belgischen Internationalen und späteren belgischen Nationaltrainerin Anne Noë, die die belgische U-19-Nationalauswahl bereits im Sommer 2001 übernahm, kam De Cock Anfang Oktober 2002 zu drei Einsätzen anlässlich der Qualifikation zur U-19-Europameisterschaft 2003 und steuerte in jeder der drei Partien einen Treffer bei.
Etwa einen Monat vor ihrem 17. Geburtstag schaffte es De Cock erstmals in die belgische A-Nationalmannschaft und debütierte am 27. November 2002 in einem freundschaftlichen Länderspielen gegen die Niederlande, als sie Anne Noë, die seit 1999 die Geschicke der belgischen Frauennationalmannschaft leitet, von Beginn an eingesetzte und ab der 82. Spielminute durch Natacha Leman ersetzte. Ins Spieljahr 2003 startete sie hingegen wieder mit einer Reihe von Qualifikationsspielen zur U-19-EM der Frauen 2004 und verpasste mit den Belgierinnen abermals die im darauffolgenden Jahr stattfindende Endrunde. Wenige Wochen später, im Mai 2003, brachte es De Cock auf Einsätze in zwei Freundschaftsspielen und einer Qualifikationspartie zur Weltmeisterschaft 2005 für die A-Nationalmannschaft Belgiens. Daraufhin absolvierte die Offensivakteurin einen starken September 2003, in dem sie in zwei freundschaftlichen Länderspielen, sowie in drei Qualispielen zur U-19-Europameisterschaft 2004 auflief. In den beiden letzten EM-Qualifikationsspielen gegen die Alterskolleginnen der Färöer und aus Bosnien und Herzegowina erzielte sie jeweils einen Doppelpack und dabei stets ein Tor aus dem Spiel heraus, sowie ein Elfmetertor. Das Spieljahr 2003 beendete sie mit einem WM-Qualifikationseinsatz für die A-Mannschaft gegen die Niederlande am 22. November, als sie in der 87. Minute als Ersatz für Fanny Kimpe auf den Rasen kam.
Spätestens ab der deutlichen 1:9-Niederlage gegen Spanien, dem vierten Qualifikationsspiel Belgiens zur EM 2005, am 29. Februar 2004 hatte De Cock den Sprung zur Stammspielerin der belgischen A-Nationalelf der Frauen geschafft. So absolvierte sie zwischen März und April nach vier weitere Länderspiele für die belgischen Damen, davon zwei Freundschaftsspiele gegen die Schweiz, sowie zwei weitere WM-Qualispiele. Bereits einen Tag nach ihrem letzten WM-Qualifikationsspiel setzte sie die nunmehrige U-19-Nationaltrainerin Joëlle Piron in einem weiteren Qualifikationsmatch zur U-19-Europameisterschaft 2004 ein. In den darauffolgenden vier Tagen kam De Cock zu weiteren zwei EM-Qualifikationspartien, konnte sich mit den Belgierinnen jedoch erneut nicht für eine Endrunde qualifizieren. Damit endete nach 31 Länderspielen auch De Cocks Laufbahn im belgischen U-19-Nationalteam. Nachdem sie im darauffolgenden EM-Qualifikationsspiel Anfang Mai nur auf der Ersatzbank saß, dauerte es bis Ende September 2004 ehe Anne Noë die mittlerweile 19-Jährige wieder in einem Länderspiel einsetzte. Im letzten EM-Qualifikationsspiel gegen Dänemark am 26. September, das in einer 0:6-Niederlage Belgiens endete und den fünften Gruppenplatz Belgiens besiegelte, kam De Cock wieder über die vollen 90 Minuten zum Einsatz. Nach drei Freundschaftsspieleinsätzen im März 2005 dauerte es über fünf Monate bis zu ihren nächsten Länderspieleinsätzen.
Drei Länderspiele absolvierte der Mittelfeldmotor der belgischen Damen daraufhin noch im Spieljahr 2005, allesamt Qualifikationsspiele zur Weltmeisterschaft 2007. Im letzten der drei Spiele machte sie in der 91. Minute ein Eigentor, dass den Spanierinnen nach einem Tor von Vanessa Gimber in Minute 92 noch zum 3:2-Endstand verhalf. 2006 brachte sie es zu insgesamt vier Länderspieleinsätzen, davon drei weitere WM-Qualispiele, sowie ein freundschaftliches Länderspiel. Mit den Belgierinnen belegte sie in der Gruppe 3 der WM-Qualifikation mit null Punkten den letzten Platz und verpasste abermals eine Endrunde. Im Mai 2007 startete De Cock mit der belgischen Frauenfußballnationalmannschaft in die Qualifikation zur Europameisterschaft 2009. Nach dem ersten Qualifikationsspiel absolvierte sie im August ein weiteres freundschaftliches Länderspiel, ehe sie am 28. Oktober 2007 das zweite Qualifikationsspiel der Belgierinnen absolvierte. Nachdem sie das dritte Gruppenspiel verpasst hatte, kam sie erst wieder am 17. Februar 2008, bei einem 1:0-Erfolg über Wales im vierten Gruppenspiel zurück in die Mannschaft. Bis zum Jahresende 2008 kam die Mittelfeldakteurin auch noch in den restlichen vier Gruppenspielen der EM-Qualifikation zum Einsatz. Am Ende belegte Belgien Rang 4 und scheiterte erneut an einer Endrundenteilnahme.
Im Spieljahr 2009 wurde De Cock weiterhin von Anne Noë als Stammspielerin der belgischen Frauenfußballnationalmannschaft eingesetzt und kam bis zum Jahresende auf acht Länderspieleinsätze, von denen drei Freundschaftsspiele und fünf Qualifikationspartien zur WM 2011 waren. In allen acht Partien war De Cock über die volle Spieldauer am Rasen und kam dabei am 26. November 2009 auch im letzten Länderspiel der damaligen belgischen Rekordspielerin Femke Maes zum Einsatz. 2010 kam sie in lediglich drei Länderspielen zum Einsatz; hiervon lief sie in zwei der letzten drei WM-Qualifikationsspiele und steuerte beim 11:0-Kantersieg über Aserbaidschan am 19. Juni 2010 vier Treffer bei. Die vier Tore sollten die einzigen in ihrer weiteren Laufbahn als belgische A-Nationalspielerin bleiben. Der 11:0-Sieg bedeutete zum damaligen Zeitpunkt den höchsten Sieg in der Geschichte der belgischen Fußballnationalmannschaft der Frauen und zugleich die höchste Niederlage in der Geschichte der aserbaidschanischen Frauenfußballnationalelf; wenige Tage bzw. Wochen später musste Aserbaidschan noch höhere Niederlagen hinnehmen. Danach dauerte es ein knappes Jahr, ehe De Cock wieder in einem Länderspiel eingesetzt wurde.
Unter dem ehemaligen belgischen Fußballprofi Ives Serneels, der erst im Jahr davor begann Frauenfußballmannschaften zu trainieren, kam sie in einem freundschaftlichen Länderspiel gegen Nordkorea zu einem Kurzeinsatz, als sie in der 68. Spielminute als Ersatz für Berit Stevens auf den Rasen kam. Serneels setzte sie daraufhin im Jahr 2011 in weiteren sieben Nationalspielen ein; darunter vier Freundschaftsspiele und zwischen September und November 2011 drei von fünf möglich gewesenen Spielen anlässlich der Qualifikation zur Europameisterschaft 2013. Im darauffolgenden Jahr 2012 setzte sie Serneels im sechsten und siebenten EM-Qualispiel ein und ließ sie auch noch in einem Freundschaftsspiel gegen Finnland antreten. Nachdem sie am 2. Juni im Freundschaftsspiel gegen Nordkorea nur mehr uneingesetzt auf der Ersatzbank saß, wurde sie für keine weiteren Länderspiele in diesem Jahr mehr berücksichtigt. Die Belgierinnen absolvierten noch drei weitere EM-Qualifikationspartien und beendeten die Qualifikation auf dem dritten Platz der Gruppe 3, mit zwei Punkten Rückstand auf Island und vier Punkten Rückstand auf Norwegen. Unter Ives Serneels fand die mittlerweile 27-Jährige ab 2013 immer weniger Beachtung. Im Februar und im Juni kam sie in zwei Länderspielen zum Einsatz, wurde aber nur als Wechselspielerin eingesetzt. Zumindest im ersten der beiden Spiele, einer 2:3-Niederlage gegen die Niederlande fungierte sie über eine Halbzeit lang als Mannschaftskapitänin, ehe sie zur Halbzeitpause ausgetauscht wurde. Nach einem weiteren freundschaftlichen Länderspiel gegen Österreich im August 2013 wurde sie im September in den ersten beiden Qualifikationsspielen zur Weltmeisterschaft 2015 wieder über die vollen 90 Minuten als Stammkraft eingesetzt; in der zweiten Partie wieder als Kapitänin.
Im dritten und vierten WM-Qualispiel saß De Cock ohne Einsatz auf der Ersatzbank und wurde in weiterer Folge gänzlich aus dem Kader der belgischen Frauenfußballnationalmannschaft gestrichen. Erst im Frühjahr 2015, kurz vor ihrem Karriereende als Aktive, schaffte sie den Sprung zurück ins Nationalteam; Belgien hatte mittlerweile abermals eine Endrunde verpasst, da es die WM-Qualifikation lediglich auf dem dritten Gruppenplatz abschloss. Nachdem sie in der Vorbereitung darauf lediglich auf der Ersatzbank saß, nahm sie mit den Belgierinnen im März am Zypern-Cup 2015 teil; für Belgien war dies die erste Teilnahme an dem seit 2008 alljährlich ausgetragenen Fußballturnier. De Dock absolvierte die ersten 75 Spielminuten im zweiten Gruppenspiel gegen Südafrika, ehe sie ausgewechselt wurde. Am 11. März 2015, dem Spiel um Platz 11, absolvierte De Cock ihr letztes und damit 58. Länderspiel; beim Spiel gegen Südkorea agierte sie als Ersatz für Cécile De Gernier und wurde in der 80. Spielminute aufs Spielfeld geschickt.

## Trainerkarriere
Nachdem sie bereits während ihrer aktiven Zeit als Trainerin im Nachwuchsbereich tätig gewesen war, konzentrierte sie sich nach ihrem Karriereende als Aktive vermehrt auf diese Tätigkeit. Zudem übernahm sie im Dezember 2015 das Traineramt der Frauenfußballmannschaft von Oud-Heverlee Löwen mit Spielbetrieb in der höchsten belgischen Frauenfußballliga, nachdem sie zuvor seit dem Ende der Saison 2014/15 als Co-Trainerin unter Patrick Merckx tätig war. In der regulären Meisterschaft der Spielzeit 2015/16 lag das Team weit abgeschlagen auf dem achten und damit letzten Tabellenplatz der Super League. In den nachfolgenden Abstiegs-Play-offs belegte die Mannschaft abermals weit abgeschlagen den letzten Platz, durfte aber in der darauffolgenden Saison 2016/17 in der Erstklassigkeit verbleiben. 2016/17 schaffte das Team unter De Cocks Führung einen fünften Platz im Endklassement der regulären Spielzeit.
De Cock trainiert die weibliche belgische Nationalauswahl im Futsal.

## Erfolge

### Vereinserfolge
mit dem KFC Rapide Wezemaal
- Vizemeister der höchsten belgischen Frauenfußballliga: 2000/01, 2001/02 und 2002/03
- Meister der höchsten belgischen Frauenfußballliga: 2003/04 und 2004/05
- Sieger des belgischen Frauenfußballpokals: 2000/01, 2002/03 und 2003/04
- Sieger des Belgischen Fußball-Supercups der Frauen: 2005

mit dem RSC Anderlecht
- Vizemeister der höchsten belgischen Frauenfußballliga: 2005/06 und 2006/07

mit Willem II Tilburg
- Vizemeister der höchsten niederländischen Frauenfußballliga: 2007/08

mit dem Liese SK
- Finalist des belgischen Frauenfußballpokals: 2010/11 und 2011/12
- Sieger des belgischen Frauenfußballpokals: 2014/15